# عبد الله بن رباح
عبد الله بن رباح مواليد 8 أغسطس 1993 في تونس، هو لاعب كرة قدم تونسى.

## روابط خارجية
- عبد الله بن رباح على موقع قاعدة بيانات كرة القدم.إي يو (الإنجليزية)
- عبد الله بن رباح على موقع Soccerway.com (الإنجليزية)
- عبد الله بن رباح على موقع عالم كرة القدم.نت (الإنجليزية)